# Sulaimaniyya
Sulaimaniyya oder Slemani (kurdisch سلێمانی Silêmanî, arabisch السليمانية, DMG as-Sulaimānīya) ist eine Universitätsstadt im Irak und mit über 2 Millionen Einwohnern (2018) eine der größten Städte der Autonomen Region Kurdistan. Sie liegt südöstlich der Hauptstadt der Region Kurdistan Erbil und östlich der ölreichen Stadt Kirkuk. Die Stadt gilt als Kultur- und Bildungszentrum Kurdistans und entwickelt sich zu einem Zentrum für den Tourismus der Region.

## Bevölkerung
Die Einwohnerzahl ist in den letzten Jahren explodiert. Vor allem in den Jahren nach dem Irakkrieg gab es eine massive Landflucht, die zu diesem massiven Einwohneranstieg führte. Durch die junge Geschichte der Stadt besteht die Bevölkerung nahezu nur aus Kurden. In den letzten Jahren jedoch steigt die Zahl der ausländischen Arbeiter, diese stammen vor allem aus Ost-Asien.
Es leben vor allem Muslime in Sulaimaniyya, daneben gibt es einige Christen und Bahai. Ihre Geschichte geht zurück bis zur Gründung der Stadt Ende des 18. Jahrhunderts. Im Jahre 1862 wurde die erste christliche Kirche der Stadt geweiht.

## Stadtgliederung
Die Stadt selbst gehört, als Zentral-Distrikt, zu den 16 Distrikten des Sulaimaniya-Gouvernements und ist in vier Subdistrikte unterteilt. Diese enthalten drei bis vier Stadtteile.
Die vier Sub-Distrikte sind:
- Bazyan
- Sharbazher
- Tanjaro
- Qaradagh

## Geographie und Klima

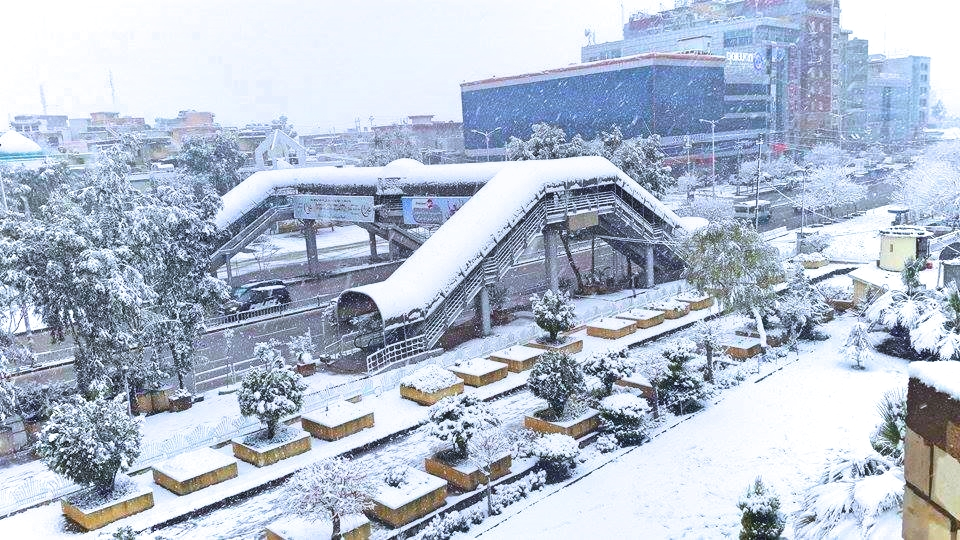
Verschneite Straßen im Januar 2015

Sulaimaniyya liegt mitten im Zāgros-Gebirge südlich des Berges Pira Magrun.
Im Sommer erreichen die Temperaturen in Sulaymaniyya bis zu 45 Grad Celsius. Im Winter gibt es oftmals Schnee und die Temperaturen fallen gelegentlich unter Null.
Zudem wehen in dieser Zeit oftmals starke Winde, die Sulaymaniyya unter den Kurden auch den Namen „Stadt der Winde“ eingebracht hat. Aufgrund der hohen Berge ringsum kommt es des Öfteren zu Niederschlägen.
|                        | Jan | Feb | Mär | Apr | Mai | Jun | Jul | Aug | Sep | Okt | Nov | Dez |   |      |
| Mittl. Temperatur (°C) | 6   | 8   | 12  | 16  | 22  | 28  | 32  | 32  | 28  | 21  | 14  | 8   | ⌀ | 19   |
| Mittl. Tagesmax. (°C)  | 9   | 13  | 16  | 21  | 29  | 34  | 39  | 38  | 34  | 26  | 18  | 11  | ⌀ | 24,1 |
| Mittl. Tagesmin. (°C)  | 2   | 4   | 7   | 11  | 17  | 22  | 26  | 26  | 22  | 16  | 8   | 4   | ⌀ | 13,8 |
|                        |     |     |     |     |     |     |     |     |     |     |     |     |   |      |
| Niederschlag (mm)      | 102 | 78  | 81  | 9   | 39  | 0   | 0   | 0   | 0   | 27  | 36  | 141 | Σ | 513  |

| 2 |

| 4 |

| 7 |

| 11 |

| 17 |

| 22 |

| 26 |

| 26 |

| 22 |

| 16 |

| 8 |

| 4 |

| 2 |

| 4 |

| 7 |

| 11 |

| 17 |

| 22 |

| 26 |

| 26 |

| 22 |

| 16 |

| 8 |

| 4 |

## Geschichte

Büste des Stadtgründers, Fürst Ibrahim Pascha von Baban

### Bis zum 20. Jahrhundert
Sulaimaniyya wurde 1784 von dem kurdischen Fürsten Ibrahim Pascha Baban gegründet. Er benannte die Stadt nach dem damaligen Beylerbey von Bagdad Büyük Süleyman Pascha. Ferner hieß einer der Vorfahren des Stadtgründers Silêman Pascha. Es wird aber auch noch gesagt, dass die Leute beim Aufbau dieser Stadt einen Ring gefunden haben, der angeblich dem Propheten Salomo (Silêman) gehört haben soll. Eine weitere Legende berichtet, ein schönes Mädchen aus dem in der Nähe der heutigen Stadt gelegenen Dorf Melkendî habe den Pascha in den Ruhepausen seiner Jagd bewirtet und ihn dazu gebracht, seine Residenz zu verlegen. Als Herrschersitz der Baban-Dynastie und Hauptstadt des Sandschaks wuchs die Stadt rasch und erlangte großen Einfluss. Sie hatte im Gegensatz zu anderen Städten der Region keine Stadtmauer und Tore. Es befanden sich zwei Militärkasernen in der Stadt. Die Häuser der oberen Schichten wurden in ähnlichen Stilen wie in anderen Städten des Osmanischen Reichs errichtet. Die übrige Bevölkerung baute ihre Häuser wie im Dorf: einstöckige, mit Lehm verputzte Gebäude mit einem Dach, das aus Stroh bestand, welches mit Erde und Lehm vermengt und festgewalzt wurde. Das Dach wurde mit Holzbalken abgestützt.
Die Stadt bestand ursprünglich aus sieben Stadtbezirken: Melkendî, dessen Name auf malik hindi, indischer König, oder malik gundi, Besitzer des Dorfes, zurückgehen soll; Çwar Bax, vier Gärten, hier befanden sich Gärten mit Obstbäumen; Dergezeîn, nach einem Dorf im iranischen Gebiet Hamadan benannt, aus dem die neuen Bewohner stammten; Seršeqam, benannt nach der Verbindungsstraße nach Bagdad; Goîje, benannt nach einer Bergkette; Kanîskan, Quelle der Hirsche, benannt nach einer Trinkwasserquelle und Colekan, benannt nach seinen früheren jüdischen Bewohnern, die nach der Gründung des Staates Israel teils freiwillig, teils durch die irakischen Behörden gezwungen, die Stadt verließen. Heute beträgt die Zahl der Bezirke weitaus mehr.
Zu Beginn der 1920er Jahre sollen in Sulaimaniyya etwa 10.000 Menschen gelebt haben, davon 9000 Kurden, 750 Juden und 250 Chaldäer. 1965 betrug die Einwohnerzahl 65.000. Die Stadt begann in den folgenden Jahren, zu expandieren, zunächst in südöstliche, dann in westliche und südliche Richtung. Die oberen Schichten verließen das Zentrum und bauten im Osten und Nordwesten neue Wohnviertel.
Claudius James Rich berichtete im 19. Jahrhundert von großen Märkten und sauberen öffentlichen Bädern (Hamam), die schon zu Gründungszeiten der Stadt ein fester Bestandteil Sulaimaniyyas waren.
Als 1812 der armenischstämmige Brite Serovbe Kartnesi die Stadt besuchte, berichtete er von 15 nestorianischen, 12 armenischen, 4 jakobitischen und an die 4000 muslimischen Familien. Zu Beginn der Stadtgeschichte konkurrierten die Sufiorden der Naqschbandi um Scheich Mevlana Xalid und die Qādirīya-Familie Berzanci um Einfluss auf die Muslime der Stadt. Obwohl Ibrahim Pascha und sein Sohn Mahmud die Naqschbandi sehr förderten, verschwand ihr Oberhaupt im Jahr 1811 spurlos. Danach setzte sich die Qādirīya als vorherrschender Orden durch.
Um 1820 erklärte der Herrscher der Stadt, Mahmud Pascha, dem persischen Kronprinzen Abbas Mirza seine Loyalität und beendete damit die Abhängigkeit vom Osmanischen Reich. Danach verblieb Sulaimaniyya im Einflussbereich Persiens, bis die Osmanen das Fürstentum Baban 1847 zurückeroberten und die Herrscherdynastie absetzten. Fortan wurde das Gebiet von osmanischen Statthaltern regiert.
Sulaimaniyya wurde sowohl zum wirtschaftlichen als auch zum kulturellen Zentrum dieser Region. Die Stadt hatte seit ihrer Gründung einen zentralen Basar, auf dem mit Produkten aus dem lokalen Acker- und Gartenbau gehandelt und Fernhandel betrieben wurde. Handwerklich wurden Kleidung, Kappen, Schuhe und Seife hergestellt; es gab Färberei, Gerberei, Tischlerei und Metallverarbeitung. Teehäuser dienten der Kommunikation der männlichen Bevölkerung. Zunächst entstanden religiöse Schulen, in denen die Dorfbewohner der Umgebung ihre Söhne zu Mullahs ausbilden ließen, Ende des 19. Jahrhunderts gab auch es eine Militärschule. Die Notabeln der Stadt ließen ihre Söhne auch in Bagdad und Istanbul ausbilden. Der Sorani-Dialekt des Kurdischen wurde hier zu Literatursprache entwickelt und breitete sich mit dem Einfluss der Stadt auch aus, so dass das Gorani hier verdrängt wurde. Nach dem Sturz der Baban-Dynastie 1847 und dem Ersten Weltkrieg wurde die Stadt dem Irak zugeschlagen.

### Ab dem 20. Jahrhundert

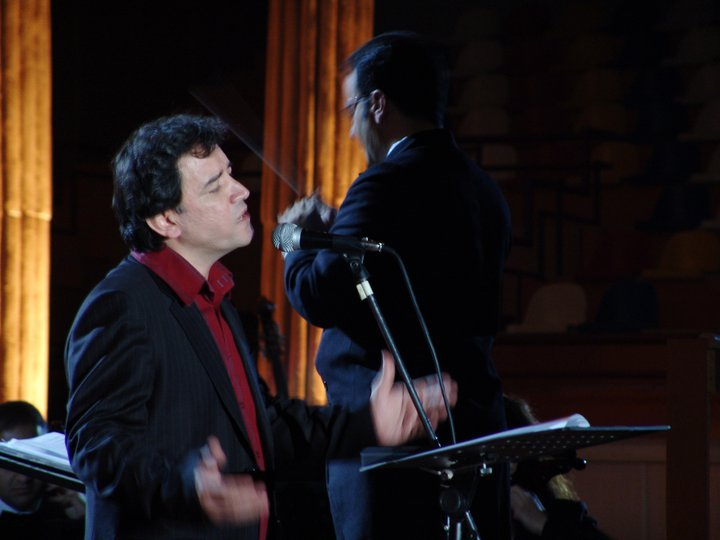
Der kurdische Musiker Adnan Karim bei einem klassischen Konzert mit Symphonie-Orchester

Von 1922 bis 1924 war die Stadt Hauptstadt des nicht anerkannten Königreiches Kurdistan, das von Scheich Mahmud Barzandschi ausgerufen worden war. Dieser war zuvor von den Briten zum Gouverneur ernannt worden. Er führte mehrere Aufstände gegen sie an, die alle niedergeschlagen wurden. Trotzdem blühte in diesen Jahren das kurdische Publikations- und Pressewesen auf und Sulaimaniyya wurde zu einem geistigen Zentrum der entstehenden kurdischen Nationalbewegung. Auch entstanden in Sulaimaniyya die ersten kurdischsprachigen Schulen, 1920 wurde für sie das erste Schulbuch in kurdischer Sprache gedruckt: Kitebi awalamin qirā’ati kurdi. Mitte der 1920er Jahre richteten Nachfahren der Baban und Berzanci die ersten Mädchenschulen ein, die sich in privaten Häusern befanden, aber nur von Mädchen der Oberschicht besucht wurden. Seit den 1920er Jahren nahm die Einwohnerzahl der Städte im Irak kontinuierlich zu, weil die Menschen vor Armut und Ausbeutung aus den ländlichen Regionen in die Städte flohen, die eine bessere Infrastruktur und mehr Lebenschancen boten.
Am 7. März 1991 wurde Sulaimaniyya als erste kurdische Großstadt, im Zuge des Raperîn, von der Baath-Herrschaft Saddam Husseins befreit. Kurdische Peschmerga ließen schon Tage zuvor über Rundfunk die Bevölkerung von ihrem Vorhaben wissen. Beim Einmarsch der kurdischen Truppen erhielten sie massive Unterstützung von der Bevölkerung, welche sich bereits auf einen Kampf vorbereitet hatte. Es wurden simultan alle Regierungsgebäude der Stadt besetzt, hierbei ist das Rote Sicherheitsgebäude herauszuheben. In diesem hatte der irakische Geheimdienst über Jahrzehnte kurdische Oppositionelle foltern und ermorden lassen.
Die Befreiung Sulaimaniyyas und später Erbils und anderer kurdischer Großstädte im Norden des Irak kann als Anfang der faktischen Selbstverwaltung der Kurden im Norden des Irak angesehen werden.
In den letzten Jahren entwickelte sich die Stadt zu einer der am schnellsten wachsenden Städte des Irak. Seit 2003 sind 30 neue Stadtbezirke entstanden. Die Grundfläche der Stadt wuchs zwischen 2002 und 2006 um allein 61 % und dieses Wachstum hält an. Jedes Jahr entstehen etwa 20.000 neue Häuser und etwa 100.000 Menschen ziehen hinzu.
Aufgrund ihrer abgelegenen Lage blieb die Stadt von den Operationen im Zuge des Krieges gegen den Islamischen Staat weitgehend verschont. Erst im Zuge der Schlacht um Mossul kam es zu geplanten Ablenkungsangriffen. Ähnlich wie in Kirkuk sollen IS-Zellen Anfang November 2016 geplant haben, Regierungsgebäude in Sulaimaniyya anzugreifen. Dies sei jedoch von den Sicherheitskräften rechtzeitig verhindert worden.
Im Mai 2022 kamen in der Nähe der Stadt mehrere Menschen durch Drohnenangriffe ums Leben, für die das türkische Militär verantwortlich gemacht wird. Bis dahin war es vorwiegend in dem weiter westlich gelegenen Distrikt Sindschar zu Angriffen gekommen.

## Bildung

Statue des auf dem Kopf stehenden Dichters vor der Zentralbibliothek

Am 9. Juni 2004 wurde die umgebaute Bibliothek (jetzt: Zentralbibliothek) vom damaligen Premierminister Barham Salih eingeweiht.
Die Stadt verfügt über vier Universitäten. Die Universität Sulaimaniya wurde bereits 1968 gegründet und ist seit 2014 Erasmus-Partner. Ein neuer Universitätskomplex entsteht etwa 7 Kilometer westlich von dem alten Komplex, die Universität wird zum Stadtrand verlegt. Ziel der Universität ist es, laut eigener Aussage, der Menschheit zu dienen, Wissen zu verbreiten und zu einer der besten Universitäten des Nahen Ostens zu werden. Zurzeit sind 25.500 Studenten eingeschrieben. Im September 2007 wurde von dem amerikanischen Botschafter Ryan Crocker eine neue Universität eröffnet. Diese neue Universität heißt Amerikanische Universität Irak (AUIS) und wurde mit 10,5 Mio. USD vom amerikanischen Kongress und 40 Mio. USD aus Spenden finanziert. Die Gesamtkosten werden 90 Mio. USD betragen. Nach Vorbild der Amerikanischen Universität Beirut (AUB) und der Amerikanischen Universität Kairo (AUC) soll diese Universität den Irak und besonders den Norden des Landes nach vorne bringen. Die Studienkosten werden 10.000 USD betragen. Im ersten Semester werden 50 Studenten angenommen. Wenn die Universität fertiggestellt ist, sollen hier 1000 Studenten ausgebildet werden. Unterrichtssprache ist Englisch.
In den Jahren 2008 und 2010 wurden zwei weitere Universitäten eröffnet.

## Kultur
Als offizielle Kulturhauptstadt Kurdistans gilt Sulaimaniyya als ein Zentrum der Intellektuellen und der Kunst. Unter den Kurden gilt die Stadt als weniger religiös als andere kurdische Städte, wie beispielsweise Halabdscha. Die Stadt bietet ein vielfältiges kulturelles Programm. Dazu zählt die große Museumslandschaft mit dem Sulaimaniyya-Museum und knapp zwei Dutzend größeren und kleineren Museen und Ausstellungshäusern. Weiterhin stehen viele Bibliotheken, unter anderem die Nationalbibliothek, die Zentralbibliothek, wie auch die Universitätsbibliotheken, der Bevölkerung ohne Einschränkungen offen. Das Staatstheater gilt als eines der besten in der Autonomen Region Kurdistan und gilt als Aushängeschild der Stadt. Das klassische Symphonie-Orchester, als Teil des Staatstheaters, ist im gesamten Irak bekannt und tritt darüber hinaus auch in den angrenzenden Staaten im Nahen Osten auf.

## Politik
Sulaimaniyya ist eines der Zentren der kurdischen Nationalbewegung und hat daher eine überdurchschnittlich politisierte Bevölkerung. Die Stadt ist Hauptsitz dreier großer Parteien, der Patriotischen Union Kurdistans, der Gorran (Liste für Wandel) und der Bewegung Neue Generation, sowie mehrerer kleinerer Parteien. Sie war auch ein Schwerpunkt der Unruhen im Jahr 2011, die sich gegen die Regierung und die herrschenden Parteien der Region richteten.
Als Auswirkung dieser sehr politischen und intellektuellen Bevölkerung kam es während der Stadtgeschichte immer wieder zu Aufständen der kurdischen Bewohner der Stadt gegen die von ihnen als Besatzer empfundenen Osmanen, Briten oder Araber. Hieraus resultierten wiederum starke Repressalien durch die jeweiligen Machthaber, wie zum Beispiel die Auflösung und Verlegung der Universität 1981 durch Saddam Hussein.
Von Sulaimaniyya ausgehende Aufstände sind unter anderem:
- Krieg der kurdischen Baban-Herrscher gegen die Osmanen. (1847)[16]
- Unabhängigkeit des Königreiches Kurdistan (1922)[17]
- Krieg der Kurden gegen Saddam Hussein. (1991)[18]
- Sulaimaniyya-Aufstand gegen die DPK-PUK-Regierung. (2011)[19]

## Wirtschaft und Infrastruktur

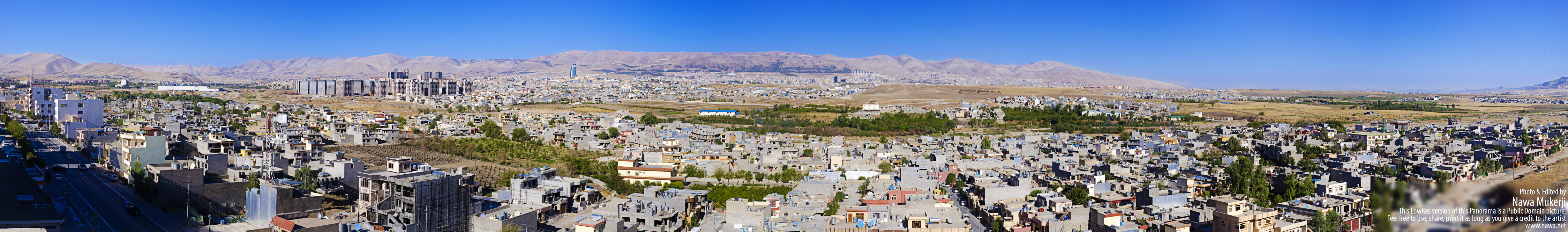
Panorama vom September 2015

### Beförderungsmittel

#### Luftverkehr
Der Flughafen Sulaimaniyya befindet sich westlich der Stadt und wird durch eine Autobahn-ähnliche Straße mit dem Zentrum verbunden. Er wurde am 21. Juli 2005 eröffnet. Von ihm aus werden hauptsächlich andere Städte des Mittleren Ostens wie Teheran, Dubai, Amman sowie Beirut und Istanbul bedient.

#### Öffentlicher Nahverkehr
Der Nahverkehr findet hauptsächlich mit Bussen und Taxis statt. Da die Kosten sehr gering sind, ist das Taxifahren in der Stadt sehr viel populärer als die Fahrt im Bus. Dies liegt vor allem auch an den unregelmäßigen Abfahrt- und Ankunftszeiten der Busse. Anfang 2015 soll der Busverkehr der Stadt, mithilfe einer niederländischen Firma, einen neuen Plan bekommen und zuverlässiger werden.

### Medizinische Einrichtungen
In der Stadt gibt es mehr als 20 private und staatliche Krankenhäuser, Kliniken und Universitätskliniken.

### Großprojekte
- Qaiwan-Türme

Das Qaiwan-Towers-Projekt beinhaltet die Zwillingstürme mit einer Megamall zwischendrin, welche die beiden Türme miteinander verbindet. Einer der Türme wird der Wirtschaft der Stadt dienen und Luxus-Büroräume zur Verfügung stellen, während der andere Turm ein Fünf-Sterne-Hotel mit 220 Räumen beherbergen wird. Die Projektkosten belaufen sich auf 100 Millionen Dollar.
- Sulaimaniyah Heights

Die Sulaimaniyah Heights sollen am Fuße des Zagros-Gebirges, im Norden der Stadt, entstehen. Das 500-Millionen-Dollar-Projekt soll 2500 Wohn- und Büro-Gebäude beinhalten und zu einer prestigeträchtigen Gegend der Stadt werden. 2018 soll das Projekt fertiggestellt werden.
- Bakrajo Gate

Das Bakrajo-Gate-Projekt beinhaltet einen Wolkenkratzer und fünf weitere Hochhäuser beinhalten, die vor allem wirtschaftliche Nutzung erfahren sollen. Ein Schwimmbad, Restaurants und sportliche Aktivitäten sollen Bakrajo Gate zu einem beliebten Ausgeh-Ziel machen.
- Kurd Towers

Die Zwillingstürme Kurd Towers sollen 175 m hoch werden und zur Zeit ihrer Fertigstellung die höchsten Gebäude Kurdistans sein. Sie sollen sowohl Wohneinheiten beinhalten als auch kommerzielle Nutzung der Räume erlauben.
- Silemani 3000

Das Projekt Silemani 3000 erstreckt sich über eine Fläche von 4200 m² und soll eine Megamall, kommerzielle Büros, eine Sporthalle wie auch weitere möglichkeiten für Sportliche Aktivitäten anbieten. Die Fertigstellung soll Ende 2014 – Anfang 2015 stattfinden.

## Sehenswürdigkeiten

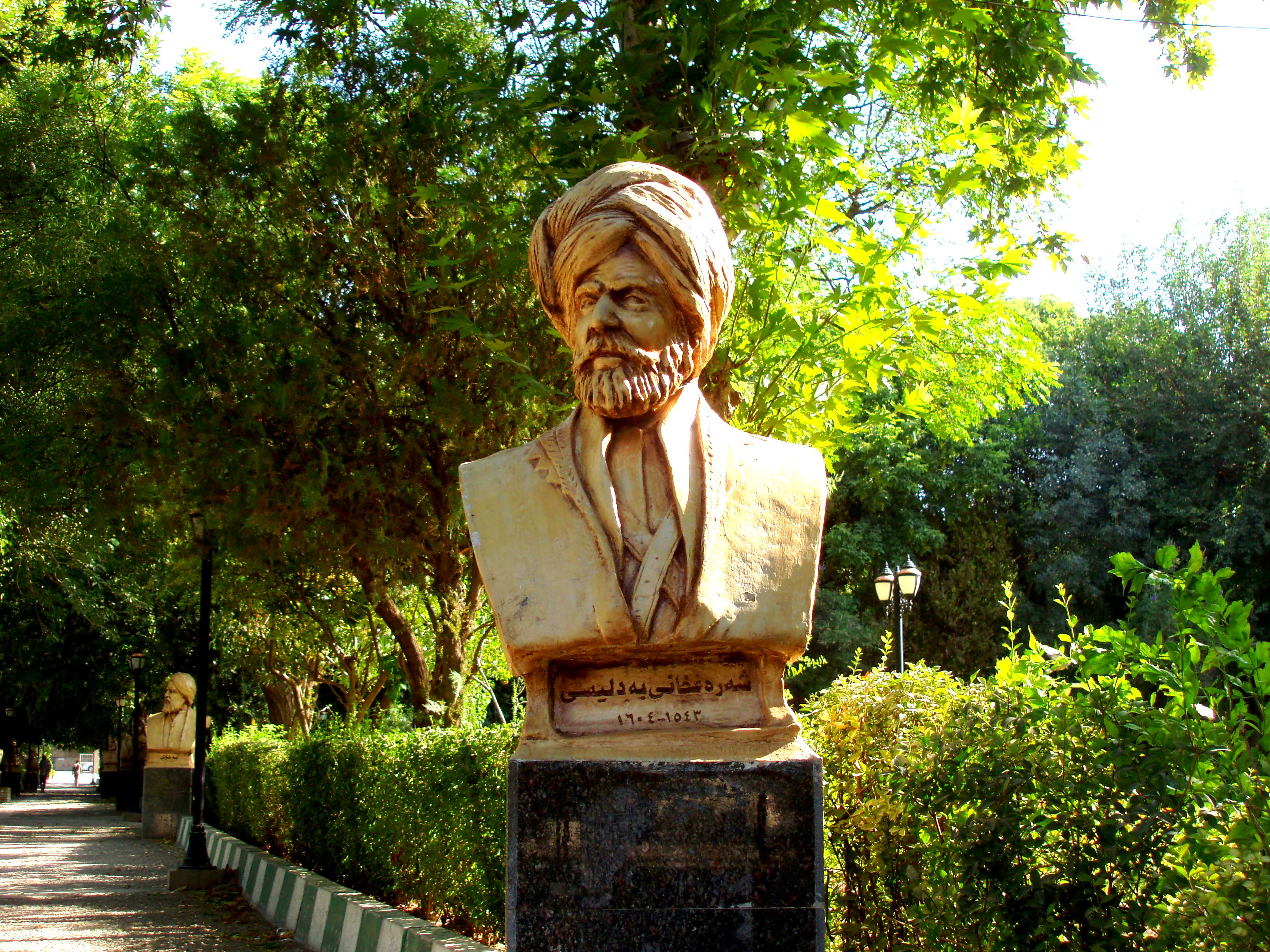
Büste des Fürsten Scharaf Khan Bitlisi, dem Autor der Scherefname, im öffentlichen Park in Sulaimaniyya

- Amna Suraka: Ehemaliges Geheimdienst-Hauptquartier des Baath-Regimes. Ehemals auch als Foltergefängnis genutzt dient es heute als Museum.
- Grand Millennium: Hotel und höchstes Gebäude der Stadt.
- Parkî Azadî: Der „Park der Freiheit“ ist eine große Erholungsanlage mit Restaurants, Cafés und Spielplätzen für Kinder. Die große Grünanlage wird oft zum Picknicken besucht.
- Nationalmuseum mit seinen knapp 15.000 Jahre alten Fundstücken. Die Zeitspanne der Ausstellungsstücke reicht von den Neandertalern bis zu den antiken Reichen Mesopotamiens und zum Königreich Irak.
- Chavy-Land: Ein großer Freizeitpark mit dem größten Riesenrad im Nahen Osten.
- Nationaltheater: Das Nationaltheater samt dem Nationalorchester sind sowohl bei Kurden, als auch bei den angrenzenden Völkern, bekannt und genießen eine hohe Anerkennung.
- Azmar: Sulaimaniyya liegt direkt am Fuße des Azmar-Berges. Die Aussicht über die Stadt gilt bei den Bewohnern als einzigartig.

## Sicherheitslage seit dem Golfkrieg 2003
Als eine der ganz wenigen größeren Städte des Irak hat Sulaimaniyya praktisch keine Bombenanschläge seit dem Kriegsende 2003 erlebt.

## Söhne und Töchter der Stadt
- Mitglieder der Baban-Familie
- Mustafa Zihni Pascha (1838–1912), osmanischer Staatsmann
- Mustafa Yamolki (1866–1936), Militäroffizier, Journalist und Bildungsminister des Königreichs Kurdistan
- Taha Muhi ad-Din Maʿruf (≈1929–2009), irakischer Politiker und Diplomat
- Dschamal al-Hadsch Sharif (* 1930), Regierungschef der Kurdischen Autonomen Region 1980–1983
- Cemal Nebez (1933–2018), kurdischer Sprachwissenschaftler, Schriftsteller und Übersetzer
- Mahmud Osman (* 1938), kurdischer Politiker, Abgeordneter des irakischen Parlaments
- Sherko Bekas (1940–2013), Lyriker und Tucholsky-Preis-Gewinner von 1987 in Stockholm
- Dschafar Abd al-Karim Barzandschi (* 1940), letzter baathistischer Regierungschef der Kurdischen Autonomen Region (1989–1991)
- Nawschirwan Mustafa (1944–2017), Politiker
- Abdul Latif Raschid (* 1944), Politiker und seit 2022 Präsident des Irak
- Rodsch Nuri Schawais (* 1946/47), Abgeordneter des irakischen Parlaments
- Feryad Fazil Omar (* 1950), kurdischer Schriftsteller und Sprachwissenschaftler
- Baldin Ahmad (* 1954), kurdischer Maler
- Rizgar Muhammad Amin (* 1957), Richter des Sondertribunals über Saddam Hussein
- Baker Fattah Hussen (* 1957), Diplomat und Politiker
- Barham Salih (* 1960), stellvertretender irakischer Premierminister und kommissarischer nationaler Sicherheitsminister
- Bachtyar Ali (* 1966), Schriftsteller, Dichter, Romanceur
- Mariwan Kanie (* 1966), kurdischer Intellektueller, Schriftsteller und Politikwissenschaftler
- Schwan Kamal (* 1967), kurdisch-deutscher Bildhauer
- Choman Hardi (* 1974), kurdisch-irakische Dichterin und Übersetzerin
- Schaswar Abdulwahid (* 1978), Geschäftsmann und Politiker
- Kurdo (* 1988), deutscher Rapper irakisch-kurdischer Abstammung
- Rauand Taleb (* 1992), deutscher Schauspieler

## Städtepartnerschaften
- Tucson (Vereinigte Staaten)
- Neapel (Italien)
- Van (Türkei)
- Diyarbakır (Türkei)
- Kirkuk (Irak)
- Erbil (Irak)
- Duhok (Irak)
- Mahabad (Iran)
- Sanandadsch (Iran)
- Qamischli (Syrien)